# WSV Liegnitz
Der Wehrmacht-Sport-Verein (WSV) Liegnitz war ein deutscher Militärsportverein aus dem niederschlesischen Liegnitz, der bis 1945 existierte. Die ehemalige Hauptstadt des Regierungsbezirks Liegnitz gehört seit dem Frühjahr 1945 zu Polen und erhielt zunächst die polonisierte Bezeichnung Lignica, die später in Legnica abgeändert wurde.

## Geschichte
Im Juli 1940 schlossen sich die Fußballer der in Liegnitz stationierten Garnisonen zum „Wehrmachts-Sport-Verein“ zusammen. Dieser WSV hatte die Vereinsfarben Rot-Weiß-Schwarz und trat in weißen Trikots mit rotem Brustring sowie schwarzen Hosen zu seinen Spielen an. Als Spielstätte diente der frühere „Blitzer“-Platz an der Glogauer/Grünthaler Straße. Diesen Sportplatz hatte der 1903 gegründete FC Blitz Liegnitz 1921 gebaut, musste ihn aber 1939 bei der kriegsbedingten Einstellung seines Spielbetriebs an den VfB Liegnitz abgeben. Dieser stellte die Sportanlage pachtweise dem Militärsportverein zur Verfügung.
Die WSV-Geschäftsstelle befand sich im Stabsgebäude der Füsilierkaserne, Vereinsführer war Oberleutnant Herbert Hildebrand, Spielführer Oberfeldwebel Alfred Pawlitzki, Sportlehrer Feldwebel Kurt Otto, der früher Trainer des FC Schalke 04 sowie der polnischen Nationalmannschaft gewesen war, und Übungsleiter Gefreiter Kurt Börner. Der Wehrmacht-Sport-Verein war den „zivilen“ Liegnitzer Kickern hoch überlegen und erreichte bereits zur Saison 1941/42 die Gauliga Niederschlesien. Der größte Erfolg gelang aber erst in der letzten Saison 1943/44, als sich die Soldaten-Elf die Meisterschaft in der Staffel Liegnitz sicherte, das in Hin- und Rückspiel ausgetragene Finale gegen den STC Hirschberg, Sieger der Staffel Görlitz, erst im notwendig gewordenen dritten Entscheidungsspiel jedoch mit 1:3 verlor und somit die Finalgruppe um die Niederschlesische Meisterschaft und die mögliche Teilnahme an der Endrunde um die Deutsche Meisterschaft verpasste.

## Erfolge
- Staffelsieger Liegnitz 1944